# Campeonato Europeo de Judo de 2022
El LXX Campeonato Europeo de Judo se celebró en Sofía (Bulgaria) entre el 29 de abril y el 1 de mayo de 2022 bajo la organización de la Unión Europea de Judo (EJU) y la Federación Búlgara de Judo.
Las competiciones se realizaron en la Arena Armeets de la capital búlgara.
Los judokas de Rusia y Bielorrusia fueron excluidos de este campeonato debido a la invasión rusa de Ucrania.

## Medallistas

### Masculino
| Evento          | Oro                           | Plata                      | Bronce                                                        |
| --------------- | ----------------------------- | -------------------------- | ------------------------------------------------------------- |
| –60 kg (29.04)  | Francisco Garrigós · España   | Yanislav Guerchev Bulgaria | Cédric Revol · Francia · Jorre Verstraeten · Bélgica          |
| –66 kg (29.04)  | Bohdan Yadov · Ucrania        | Alberto Gaitero · España   | Elios Manzi · Italia · Denis Vieru · Moldavia                 |
| –73 kg (30.04)  | Hidayət Heydərov Azerbaiyán   | Giovanni Esposito · Italia | Mark Jristov Bulgaria Rüstəm Orucov Azerbaiyán                |
| –81 kg (30.04)  | Tato Grigalashvili Georgia    | Matthias Casse · Bélgica   | Sami Chouchi · Bélgica · Attila Ungvári · Hungría             |
| –90 kg (01.05)  | Luka Maisuradze Georgia       | Darko Brašnjović Serbia    | Məmmədəli Mehdiyev · Azerbaiyán · Theódoros Tselidis · Grecia |
| –100 kg (01.05) | Michael Korrel · Países Bajos | Piotr Kuczera · Polonia    | Nikoloz Sherazadishvili · España · Daniel Eich · Suiza        |
| +100 kg (01.05) | Jur Spijkers · Países Bajos   | Johannes Frey · Alemania   | Roy Meyer · Países Bajos · Guram Tushishvili · Georgia        |

### Femenino
| Evento         | Oro                       | Plata                           | Bronce                                                |
| -------------- | ------------------------- | ------------------------------- | ----------------------------------------------------- |
| –48 kg (29.04) | Shirine Boukli Francia    | Catarina Costa Portugal         | Shira Rishony · Israel · Julia Figueroa · España      |
| –52 kg (29.04) | Chelsie Giles Reino Unido | Amandine Buchard Francia        | Distria Krasniqi · Kosovo · Ana Puljiz · Croacia      |
| –57 kg (29.04) | Timna Nelson-Levy Israel  | Sarah-Léonie Cysique Francia    | Mina Libeer · Bélgica · Eteri Liparteliani · Georgia  |
| –63 kg (30.04) | Gemma Howell Reino Unido  | Laura Fazliu Kosovo             | Szofi Özbas · Hungría · Gili Sharir · Israel          |
| –70 kg (30.04) | Marie-Ève Gahié Francia   | Sanne van Dijke · Países Bajos  | Margaux Pinot Francia Anka Pogačnik Eslovenia         |
| –78 kg (01.05) | Alina Böhm · Alemania     | Guusje Steenhuis · Países Bajos | Madeleine Malonga · Francia · Alice Bellandi · Italia |
| +78 kg (01.05) | Romane Dicko Francia      | Raz Hershko Israel              | Asya Tavano · Italia · Sebile Akbulut · Turquía       |

## Medallero
| Núm. | País         | Oro | Plata | Bronce | Total |
| ---- | ------------ | --- | ----- | ------ | ----- |
| 1    | Francia      | 3   | 2     | 3      | 8     |
| 2    | Países Bajos | 2   | 2     | 1      | 5     |
| 3    | Georgia      | 2   | 0     | 2      | 4     |
| 4    | Reino Unido  | 2   | 0     | 0      | 2     |
| 5    | España       | 1   | 1     | 2      | 4     |
| 5    | Israel       | 1   | 1     | 2      | 4     |
| 7    | Alemania     | 1   | 1     | 0      | 2     |
| 8    | Azerbaiyán   | 1   | 0     | 2      | 3     |
| 9    | Ucrania      | 1   | 0     | 0      | 1     |
| 10   | Bélgica      | 0   | 1     | 3      | 4     |
| 10   | Italia       | 0   | 1     | 3      | 4     |
| 12   | Bulgaria     | 0   | 1     | 1      | 2     |
| 12   | Kosovo       | 0   | 1     | 1      | 2     |
| 14   | Polonia      | 0   | 1     | 0      | 1     |
| 14   | Portugal     | 0   | 1     | 0      | 1     |
| 14   | Serbia       | 0   | 1     | 0      | 1     |
| 17   | Hungría      | 0   | 0     | 2      | 2     |
| 18   | Croacia      | 0   | 0     | 1      | 1     |
| 18   | Eslovenia    | 0   | 0     | 1      | 1     |
| 18   | Grecia       | 0   | 0     | 1      | 1     |
| 18   | Moldavia     | 0   | 0     | 1      | 1     |
| 18   | Suiza        | 0   | 0     | 1      | 1     |
| 18   | Turquía      | 0   | 0     | 1      | 1     |
|      | TOTAL        | 14  | 14    | 28     | 56    |